# Théâtre Simone-Veil
Le théâtre Simone-Veil est un théâtre situé à Saint-Nazaire, inauguré le 7 septembre 2012.
Il est occupé par la scène nationale : Le Théâtre.
Le Théâtre est l’une des 76 scènes nationales du réseau du ministère de la Culture. Il a pour particularité d'être à la fois une scène de spectacle vivant et un cinéma classé art et essai, labellisé « Recherche et découverte », « Patrimoine et répertoire » et « Jeune Public ». Ses activités sont réparties en deux lieux : le théâtre Simone-Veil et le cinéma Jacques-Tati — situé de l'autre côté de la rue — dans le bâtiment Agora 1901.
Il utilise le site et le bâtiment de l'ancienne gare principale de la ville, remplacée par une nouvelle gare lors de la reconstruction de la ville au début des années 1950.

## Histoire

### Gare de Saint-Nazaire

L'ancienne gare
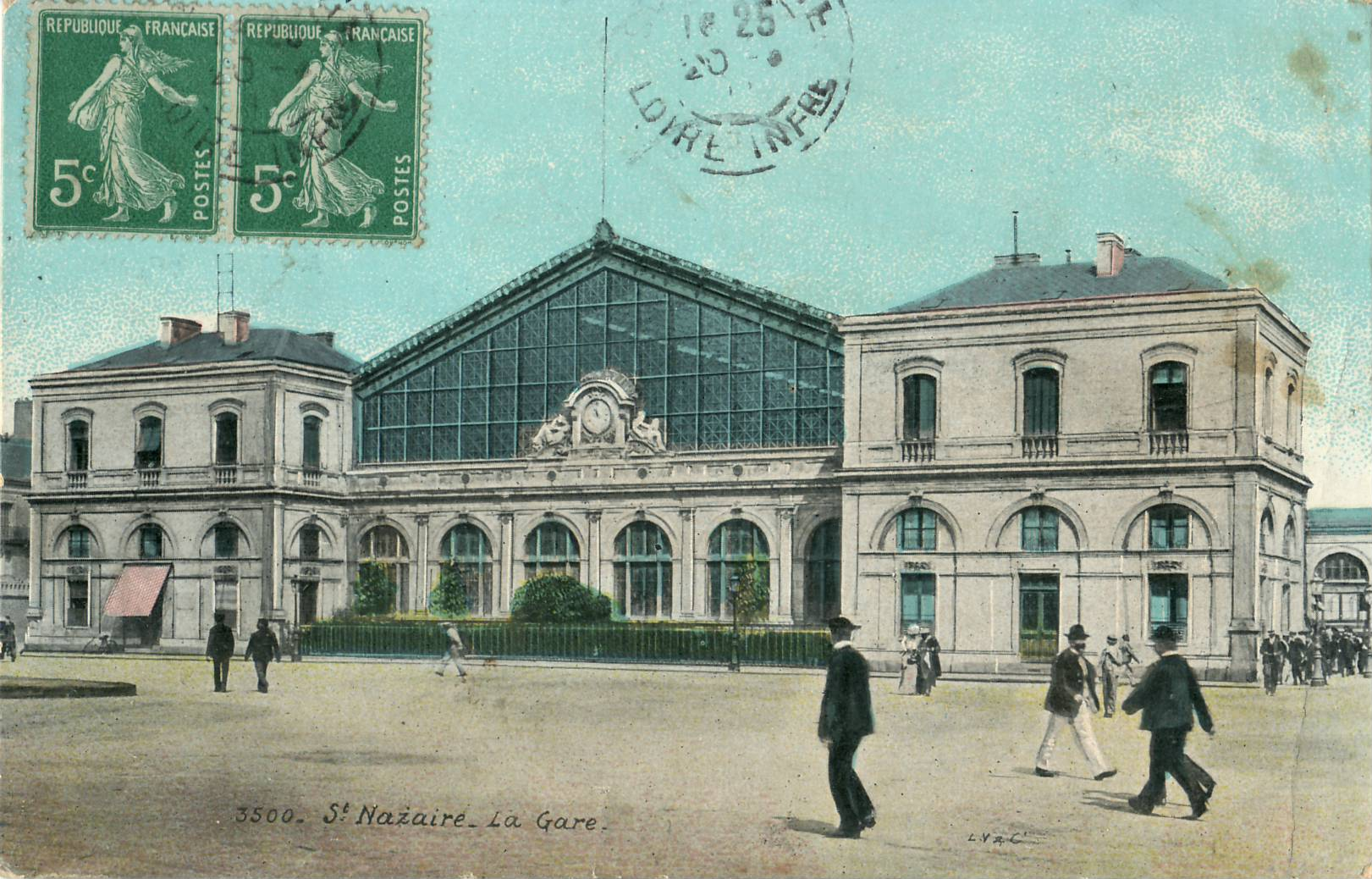
Vers 1910.
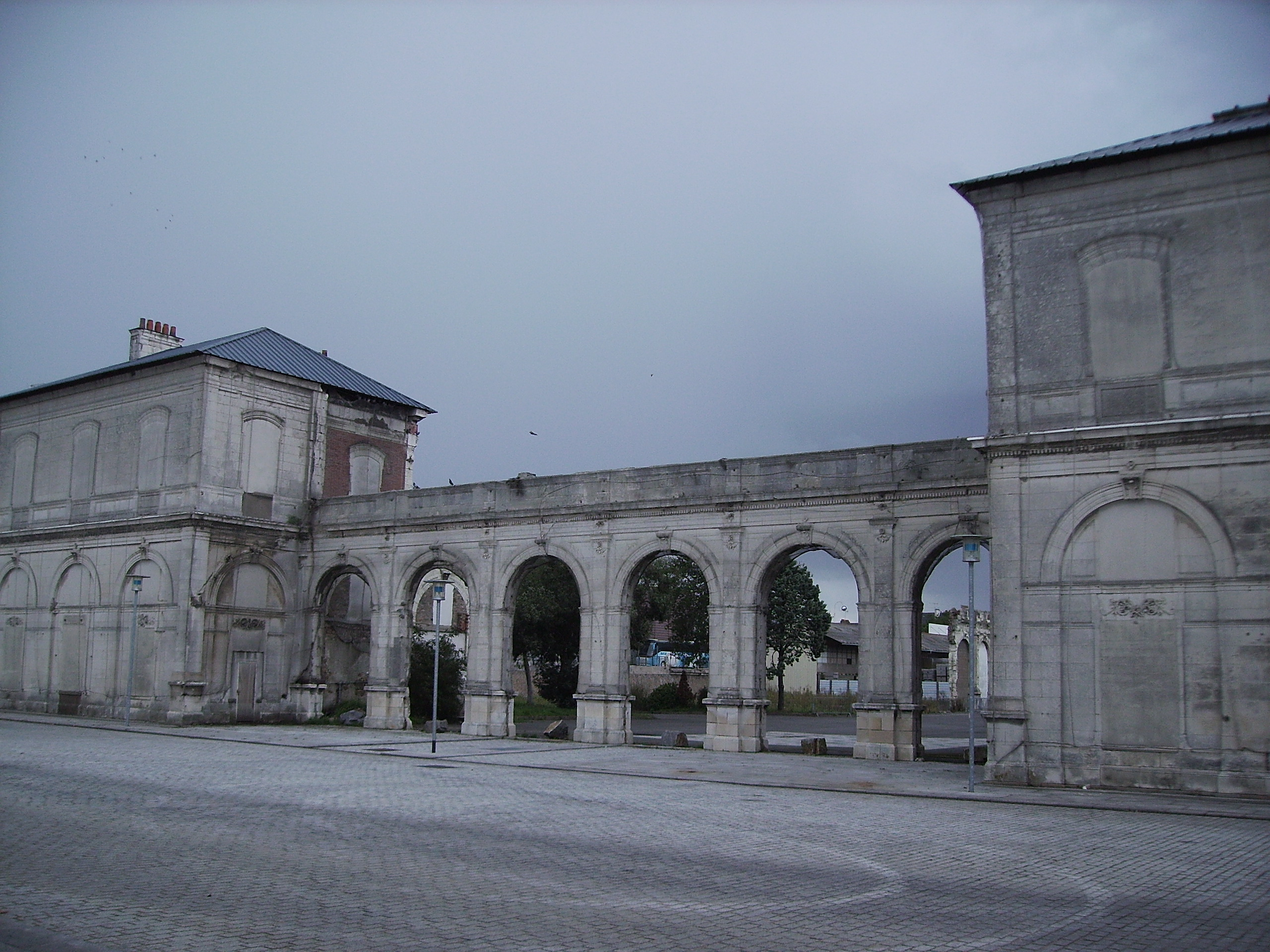
En 2006.

### Théâtre
Au début des années 2000, la municipalité décide d'implanter un théâtre sur le site de l'ancienne gare ferroviaire de Saint-Nazaire afin de finaliser la réhabilitation des friches portuaires, proches du centre-ville, débutée dans les années 1990. Le projet prend du temps, car il doit notamment faire face au rejet de deux concours pour vice de forme, c'est la troisième mouture de cette compétition qui aboutit au choix du projet conçu par Karine Herman de l'agence K.Architectures,. 
Le 8 septembre 2012, le premier spectacle est intitulé Il était une fois une gare….

Vues du théâtre Simone-Veil
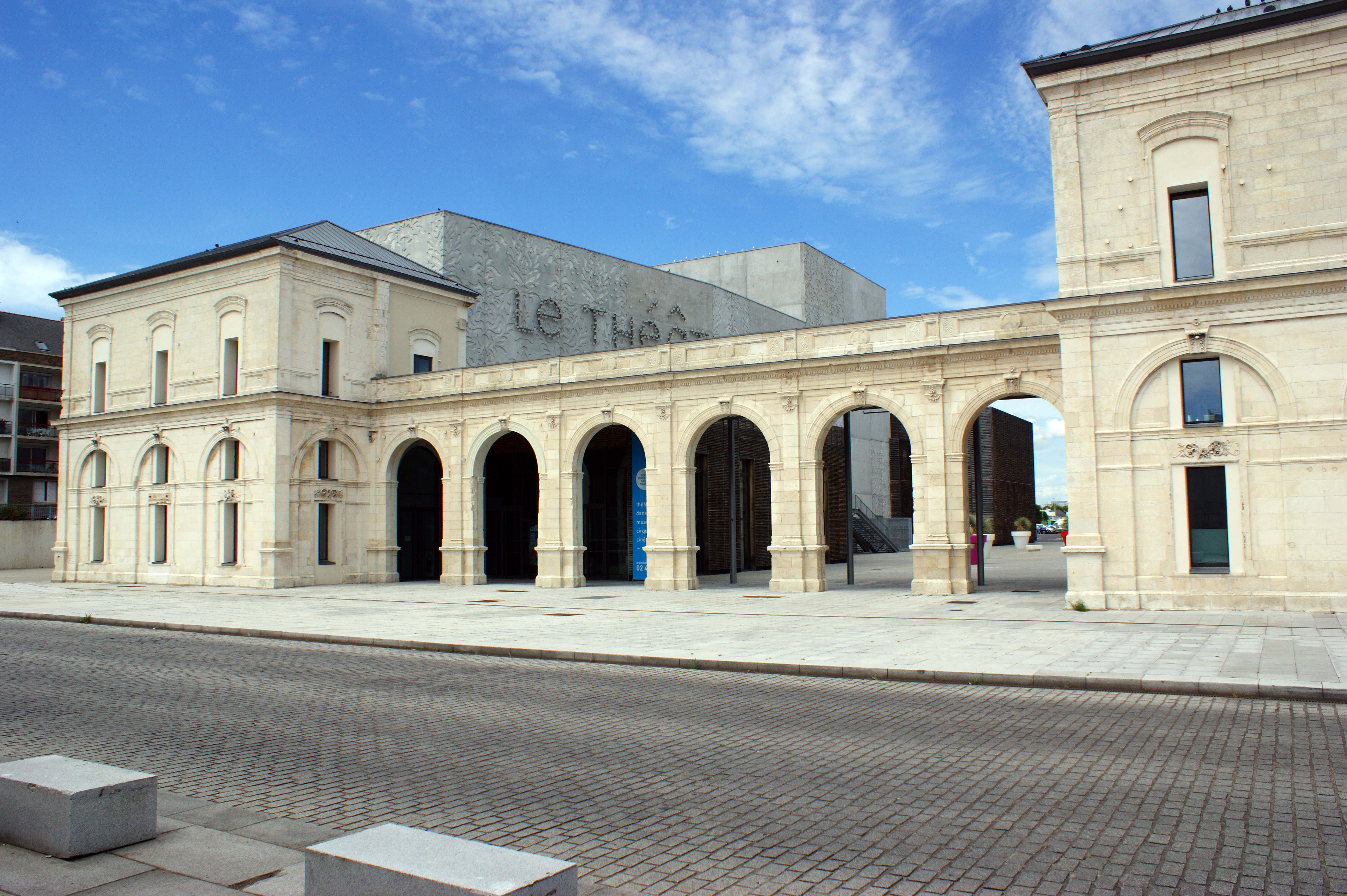
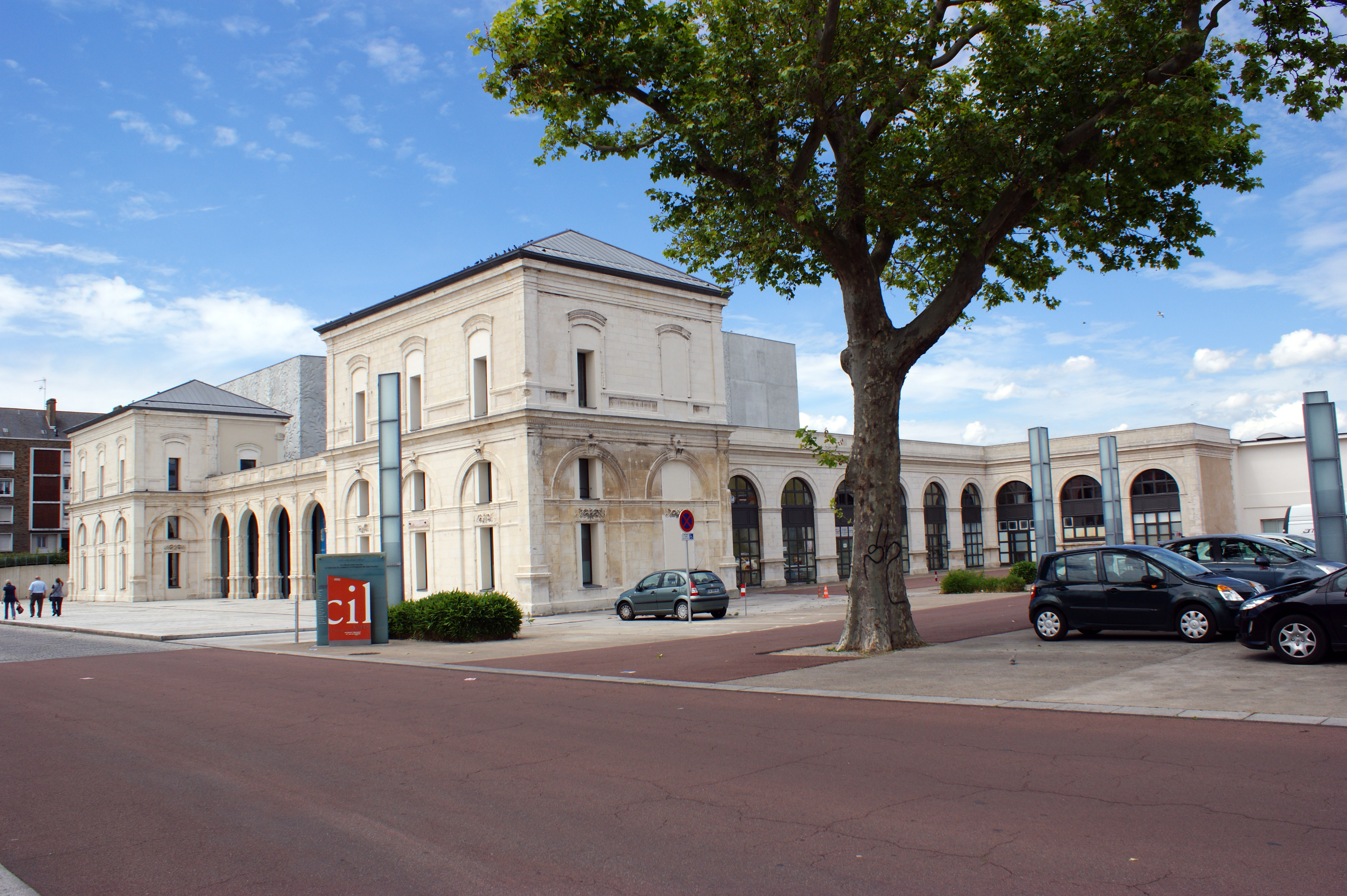
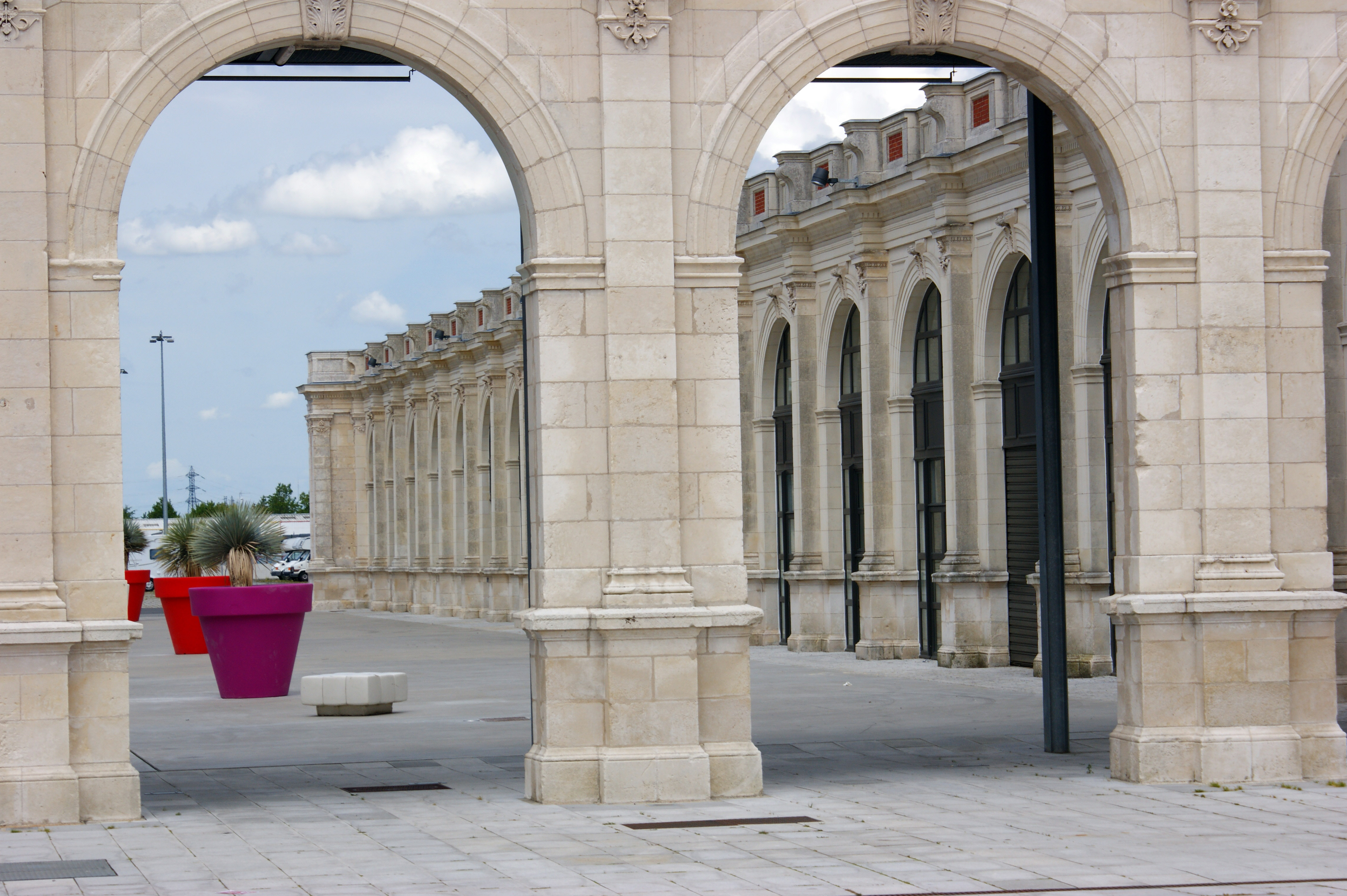